# Nacer Amdouni
Nacer Amdouni (arabe : ناصر عمدوني) est un footballeur tunisien. Il évolue au poste de défenseur au sein du Club africain.

## Biographie
Il atteint avec le Club africain la finale de la coupe d'Afrique des vainqueurs de coupe en 1990. Son équipe s'incline face au club nigérian des BBC Lions.

## Carrière
- 1983-1990 : Club africain (Tunisie)

## Palmarès
Club africain
| - Championnat de Tunisie (1) : - Champion : 1990. - Vice-champion : 1985, 1987 et 1989. - Coupe de Tunisie : - Finaliste : 1988 et 1989. |  | - Coupe d'Afrique des vainqueurs de coupe : - Finaliste : 1990. - Coupe des clubs champions arabes : - Finaliste : 1988. |